# اشیای قالب‌بندی اکس‌اس‌ال
اشیای قالب‌بندی اکس‌اس‌ال (به انگلیسی: XSL Formatting Objects) با کوته‌نوشت XSL-FO نوعی زبان نشانه‌گذاری برای قالب‌دهی به اسناد XML است، که معمولاً هنگام ساخت فایل‌های PDF از آن استفاده می‌شود. XSL-FO بخشی از XSL (زبان شیوه‌نامه گسترش‌پذیر) است، که مجموعه از فناوری‌های W3C می‌باشد که برای تبدیل و قالب‌دهی به داده XML طراحی شده‌است. بخش‌های دیگر XSL شامل XSLT و XPath می‌باشد. نسخه ۱٫۱ برای XSL-FO در سال ۲۰۰۶ منتشر شده‌است.
XSL-FO از نظر W3C خصیصه-کامل است: آخرین روزآمدی پیش‌نویس‌کاری در ژانویه ۲۰۱۲ بود، و گروه‌کاری اش در نوامبر ۲۰۱۳ بسته شد.